# Batalla del bosc de l'Estret
La batalla del Bosc de l'Estret va tenir lloc el 6 de desembre de 1795 durant la guerra de Vendée.

## Procés
L'endemà de la batalla dels Quatre Chemins de l'Oie, les tropes de la Vendée de Charette van intentar una emboscada a una columna republicana als boscos de l'estret entre Saint-Martin-des-Noyers i La Ferrière. Però l'atac va ser massa precipitat i els Vendéans van retrocedir, abandonant tot el botí que havien agafat el dia abans a L'Oie. Segons Lucas de La Championnière, però, els Vendéans van donar a llum dues dones el mateix dia, {nota. 1.} Segons René Bittard des Portes, podria ser la senyora de Montsorbier i la seva germana, la senyoreta de Voyneau. L'endemà de la batalla, Charette va tornar a Saligny.